# Евдошенко, Дмитрий Андреевич
Дмитрий Андреевич Евдошенко (род. 26 января 1993) — украинский самбист и тренер, бронзовый призёр первенства Европы 2011 года, бронзовый призёр чемпионата мира среди студентов 2016 года в Никосии, серебряный (2016) и бронзовый (2018, 2021) призёр чемпионатов Европы по самбо, серебряный призёр розыгрыша Кубка Европы по самбо 2018 года в Мадриде, бронзовый призёр чемпионата мира 2018 года, мастер спорта Украины международного класса. Выступал в лёгкой весовой категории (до 62 кг). Тренировался под руководством Е. В. Тешера и О. А. Заики. Является тренером харьковского спортклуба «Самбист-84».